# Kanton Cléry-Saint-André
Kanton Cléry-Saint-André (francouzsky Canton de Cléry-Saint-André) byl francouzský kanton v departementu Loiret v regionu Centre-Val de Loire. Tvořilo ho pět obcí. Zrušen byl po reformě kantonů 2014.

## Obce kantonu
- Cléry-Saint-André
- Dry
- Jouy-le-Potier
- Mareau-aux-Prés
- Mézières-lez-Cléry